# Капан за родители (филм, 1998)
„Капан за родители“ (на английски: The Parent Trap) е американска комедия от 1998 г., римейк на едноименния филм от 1961 г. Сюжетът е базиран на повестта „Двойната Лотхен“ от Ерих Кестнер.
Главните роли на двете близначки Ани Джеймс и Хали Паркър се изпълняват от Линдзи Лоън.
Сюжетът на филма е основан на книгата на Ерих Кестнер „Двойната Лотхен“.

## Сюжет
Внимание:  Текстът по-долу разкрива сюжета на произведението (или части от него)!
През 1986 година Ник Паркър(Денис Куейд) и дизайнерката Елизабет Джеймс (Наташа Ричардсън) – Лиз се запознават и се влюбват от пръв поглед, след което се женят. Действието, дотук, се развива на круизния кораб Queen Elizabeth 2.
След раждането на двете им дъщери (напълно идентични близначки) Ани и Хали(Линдзи Лоън), те се развеждат и всеки от родителите взима едно от децата. Ник отглежда Хали в Калифорния, а Лиз отглежда Ани в Лондон, Англия.
11 години и 11 месеца по-късно, през лятото на 1998 година, Ник и Лиз по случайност изпращат двете момичета на един и същ лагер Camp Walden, в Maine. Ани и Хали, без да се познават, внезапно започват да не се харесват. След поредица пакости и бели, чиито инициаторки са двете момичета, те биват изолирани заедно за наказание, до края на лагера. В крайна сметка те осъзнават, че са близначки и вземат решението да се сменят, за да може всяка от тях да се запознае с родителя, когото никога не е познавала.
Хали се опитва да имитира британския акцент на Ани, лети до Лондон, за да се срещне със своята майка, дядо и икономът Мартин. Ани, от друга страна, имитира американския акцент на своята близначка, лети до Калифорния, за да срещне баща си, Чеси и кучето Сами. След като двете момичета установяват, че баща им е сгоден за чаровната златотърсачка Мередит Блейк, решават да срещнат двамата си родители в Сан Франциско, като казват на Елизабет, че Ник иска да се срещнат. Но тази информация не е вярна. Дядото, Чеси и Мартин разбират за тайния план на двете момичета.
При срещата им, Ник е шокиран, но и приятно изненадан да се срещне с Лиз след толкова много години. Има романтични искри и между Челси и Мартин. Въпреки всичките опити да съберат отново родителите си, те са неуспешни. Момичетата отказват да кажат коя коя е, освен ако не идат заедно четиримата на къмпинг. Тъй като Елизабет се чувства като натрапница, тя убеждава Мередит да заеме нейното място на къмпинга. Следват поредица от номера от страна на момичетата. След последния номер, а именно да пуснат Мередит в реката, докато спи, Мередит разкрива своята истинска самоличност. Казва на Ник да избере между нея и момичетата. Ник най-сетне я вижда такава, каквато е – а именно поредната лицемерна златотърсачка.
Ник и Елизабет осъзнават, че макар да са минали толкова години, те все още имат чувства, но въпреки всичко преценяват, че е най-добре да се разделят. Ани и Елизабед се качват на полет за Лондон, но пристигайки у дома, те срещат Хали и Ник (които са хванали бърз полет). Ник осъзнава, че е направил грешка, като не е последвал Елизабет, миналия път, след като го е напуснала. Ник предлага брак на Лиз.

## Актьорски състав
- Линдзи Лоън – Хали и Ани
- Денис Куейд – Ник Паркър
- Наташа Ричардсън – Елизабет Джеймс (Лиз)
- Симон Кунз – Мартин
- Рони Стивънс – дядото
- Лиса Ан Валтър – Чеси
- Илейн Хендрикс – Мередит Блейк

## Дублажи

### Александра Видео (2000)
| Преводач            | Надя Баева                                               |
| Режисьор на дублажа | Екатерина Георгиева                                      |
| Тонрежисьори        | Виктор Стоянов Петър Костов                              |
| Озвучаващи артисти  | Ася Братанова Соня Костадинова Мая Илиева Георги Тодоров |

### Арс Диджитал Студио /НТВ/ (2009)
| Преводач             | Красимира Казанджиева                                                        |
| Озвучаващи артисти   | Гергана Стоянова Йорданка Илова Вилма Карталска Пламен Манасиев Виктор Танев |
| Режисьор на дублажа  | Екатерина Късметлийска                                                       |
| Техническа обработка | Арс Диджитал Студио                                                          |
| Тонрежисьор          | Георги Цветков                                                               |

## Песни
- L-O-V-E
- Do you believe in magic
- There she goes
- Top of the World